# Mustelirallus
Mustelirallus és un gènere d'ocells de la família dels ràl·lids (Rallidae) que habita zones humides de l'àrea neotropical.

## Taxonomia
Les diferents espècies han estat ubicades dins altres gèneres: Porzana, Neocrex Sclater, PL et Salvin, 1869 (les dues espècies) i Cyanolimnas. Treballs d'investigació com ara Garcia-R et al. 2014, propiciaren la recuperació d'aquest gènere.
Segons la classificació del Congrés Ornitològic Internacional, versió 13.2 2023, aquest gènere està format per 4 espècies:
- Mustelirallus colombianus - rasclet de Colòmbia.
- Mustelirallus erythrops - rasclet becpintat.
- Mustelirallus albicollis - rasclet gorjagrís.
- Mustelirallus cerverai - rascló de Zapata.